# Prealpes Vénetos
Los Prealpes Vénetos (en italiano, Prealpi Venete) son una sección del gran sector Alpes del sudeste, según la clasificación SOIUSA. Su pico más alto es el Col Nudo, con 2472 m. 
Los Prealpes Vénetos suponen la entrada a los Alpes propiamente dichos, en cuanto van bajando poco a poco hacia la llanura padana.

## Enlaces externos

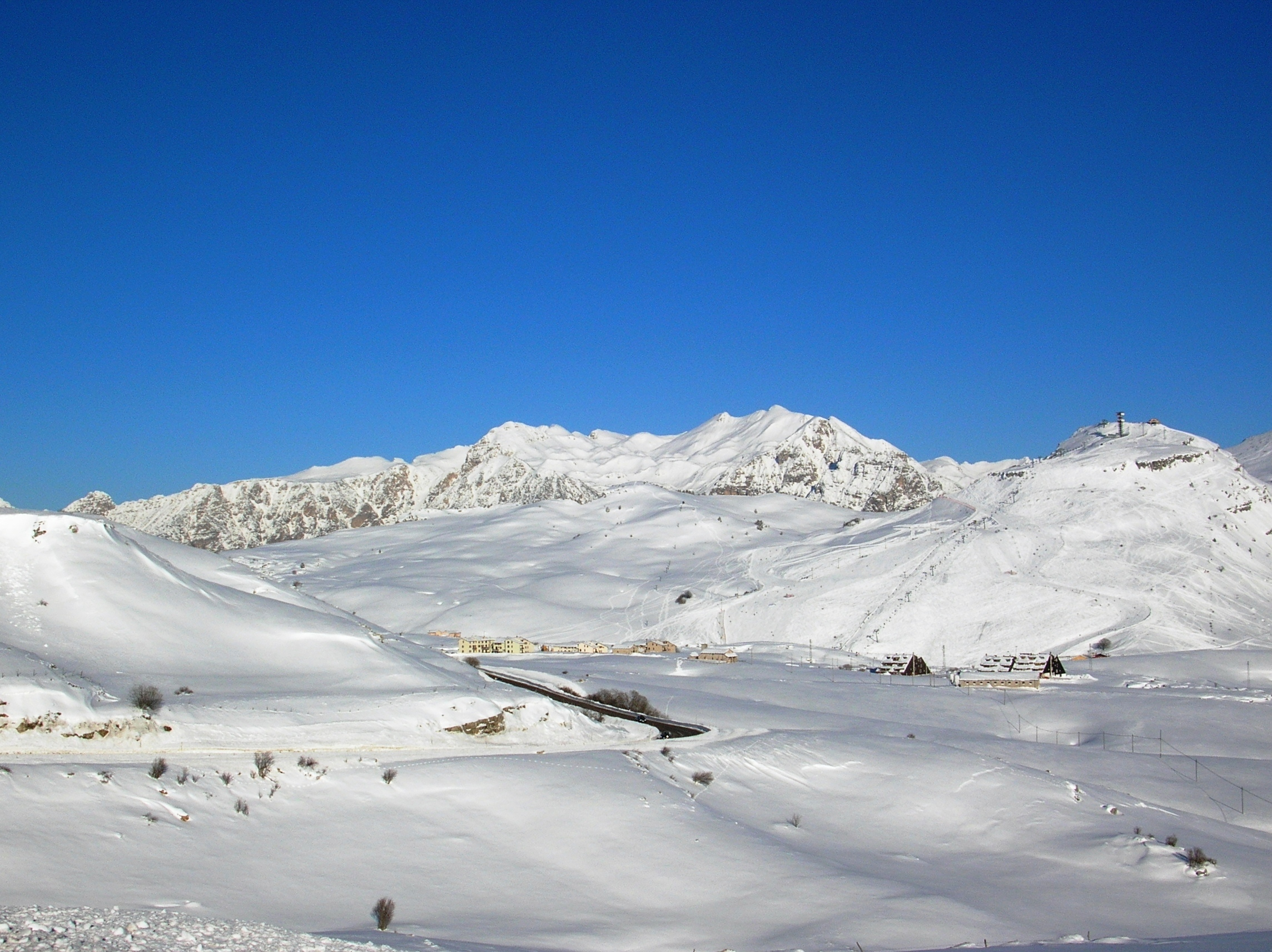
Vista invernal de los montes Lesinos.